# Francis de Croisset
Francis de Croisset, pseudonimo di Edgar Franz Wiener (Bruxelles, 28 gennaio 1877 – Neuilly-sur-Seine, 8 novembre 1937), è stato un drammaturgo, librettista e scrittore belga naturalizzato francese.

## Biografia
I suoi libretti inclusero Chérubin (1905) di Jules Massenet e Ciboulette (1923) di Reynaldo Hahn.
Tra i suoi drammi ricordiamo Il était un fois, considerato il suo capolavoro. Si ricorda anche la sua collaborazione con Robert de Flers.
Nel 1908 scrisse, con Maurice Leblanc, "Arsène Lupin", opera teatrale in 4 atti, rappresentata lo stesso anno all'Athénée di Parigi. 
Sposò, nel 1910, Marie-Thérèse Bischoffsheim, vedova del banchiere Maurice Bischoffsheim e figlia dei conti Adhéaume de Chevigné. Ebbero due figli. Croisset ebbe anche una figliastra, Marie-Laure de Noailles.